# Hylaeus hyrcanius
Hylaeus hyrcanius är en biart som beskrevs av Dathe 1980. Hylaeus hyrcanius ingår i släktet citronbin, och familjen korttungebin. Inga underarter finns listade i Catalogue of Life.